# Осиневич Володимир Васильович
Володимир Васильович Осиневич (28 червня 1874, Київ — жовтень 1959, Київ) — український механік-винахідник.

## Біографія
Народився 28 червня 1874 року у Києві. У 1891 році закінчив Київське технічне залізничне училище. У 1892–1894 і 1906–1907 перебував на еміграції в США. У 1914 році працював механіком Петра Нестерова, після 1917 року — інструктор профтехшкіл Києва. Учасник багатьох виставок; отримав понад 10 авторських свідоцтв і дипломів. Займався конструюванням двигунів внутрішнього згоряння, верстатів, таранних пристроїв літаків тощо. 

Могила Володимира Осиневича

Помер у жовтні 1959 року. Похований у Києві на Байковому кладовищі (ділянка № 8а). Надгробок — бронзовий бюст на високому чорному постаменті, напис: «Конструктор Осиневич Владимир Васильевич 1874–1959».